# Zaduszniki (gmina)
Zaduszniki (1868–1930 Oleszno) – dawna gmina wiejska istniejąca przejściowo w XIX wieku oraz w latach 1930–1954 w woj. warszawskim, pomorskim i bydgoskim. Siedzibą władz gminy były Zaduszniki.
Za Królestwa Polskiego gmina Zaduszniki należała do powiatu lipnowskiego w guberni płockiej. W 1868 roku jednostkę przemianowano na gminę Oleszno.
Gmina Zaduszniki powstała ponownie 19 maja 1930 roku w powiecie lipnowskim w woj. warszawskim, w związku z przemianowaniem gminy Oleszno na Zaduszniki. 1 kwietnia 1938 roku gminę wraz z całym powiatem lipnowskim przeniesiono do woj. pomorskiego.
Po wojnie gmina weszła w skład terytorialnie zmienionego woj. pomorskiego, przemianowanego 6 lipca 1950 roku na woj. bydgoskie. Według stanu z 1 lipca 1952 roku gmina składała się z 13 gromad.
Gmina została zniesiona 29 września 1954 roku wraz z reformą wprowadzającą gromady w miejsce gmin. Jednostki nie przywrócono 1 stycznia 1973 roku po reaktywowaniu gmin, a jej obszar wszedł głównie w skład nowej gminy Wielgie.